# امامزاده ابوالفضل
امامزاده ابوالفضل مربوط به دوره صفوی است و در شهرستان دلیجان، روستای مهدی‌آباد واقع شده و این اثر در تاریخ ۱۰ دی ۱۳۸۱ با شمارهٔ ثبت ۶۹۶۷ به‌عنوان یکی از آثار ملی ایران به ثبت رسیده است.